# Melanargia maculata
Melanargia maculata är en fjärilsart som beskrevs av Mezger 1936. Melanargia maculata ingår i släktet Melanargia och familjen praktfjärilar. Inga underarter finns listade i Catalogue of Life.